# Claire Moyse-Faurie
Pour les articles homonymes, voir Faurie et Moyse.
Claire Moyse-Faurie, née le 7 octobre 1949, est une linguiste française spécialiste des langues océaniennes, en particulier les langues de Wallis-et-Futuna et celles de Nouvelle-Calédonie.

## Biographie
Claire Moyse-Faurie a étudié auprès du linguiste André-Georges Haudricourt. Après avoir longtemps travaillé au LACITO–CNRS, Claire Moyse-Faurie est depuis 2021 directrice de recherche émérite au laboratoire LATTICE.
Ses recherches portent sur les langues océaniennes. Elle a étudié plusieurs langues kanak de Nouvelle-Calédonie (drehu; xârâcùù, xârâgurè, haméa) ainsi que plusieurs langues polynésiennes (futunien; wallisien; fagauvea). 

### Terrains de recherche
En 1976, Moyse-Faurie fait son premier terrain dans la région de Thio en Nouvelle-Calédonie où elle étudie le xârâgurè. Elle part ensuite à Canala pour décrire le xârâcùù. Entre 1989 et 1996, elle est à Futuna, puis Wallis. Elle continue en 1997 son travail sur les langues polynésiennes à Ouvéa, où elle s'intéresse au fagauvea. Dans les années 2000, elle étudie le haméa, langue kanak parlée dans la haute vallée de la Kouaoua.

### Carrière universitaire
Claire Moyse-Faurie a accompli l'essentiel de sa carrière au sein du laboratoire de Langues et civilisations à tradition orale (LACITO‒CNRS) : en tant qu'attachée de recherches (en 1980), chargée de recherches (1984), directrice de recherches (en 2001), puis directrice de recherche émérite (en 2015). 
En 2004-2005 puis de 2013 à 2015, elle enseigne la linguistique à l'université de la Nouvelle-Calédonie à Nouméa. 
Elle reçoit la médaille du CNRS en 2015; l'année suivante, elle est élue au sein de la société savante Academia Europaea. En 2021, elle rejoint le laboratoire LATTICE.

### Langues étudiées et publications
En 1982, Claire Moyse-Faurie propose avec Marie-Adèle Néchérö-Jorédié une orthographe pour le xârâcùù, utilisée par la suite dans l'enseignement ; toutes deux publient un dictionnaire xârâcùù en 1986. En 1995, Claire Moyse-Faurie publie un ouvrage décrivant cette langue, sa grammaire et sa syntaxe. 
Elle publie notamment un dictionnaire (1993) et une grammaire (1997) du futunien, alors que le seul dictionnaire jusqu'à cette date était celui d'Isidore Grézel de 1878. Elle contribue également à un ouvrage recueillant les traditions orales de Futuna. Travaillant en collaboration avec des professeurs et des responsables culturels futuniens, elle a réalisé un travail important pour l'enseignement du futunien. Elle rédige également une grammaire du wallisien en 2016.
Plus généralement, ses travaux portent sur « la typologie (catégorisation, réfléchi et réciproque, valence verbale et grammaticalisation ».
Elle a dirigé avec Alban Bensa la collection « Langues et cultures du Pacifique ». 

### Engagement pour l'enseignement et la sauvegarde des langues

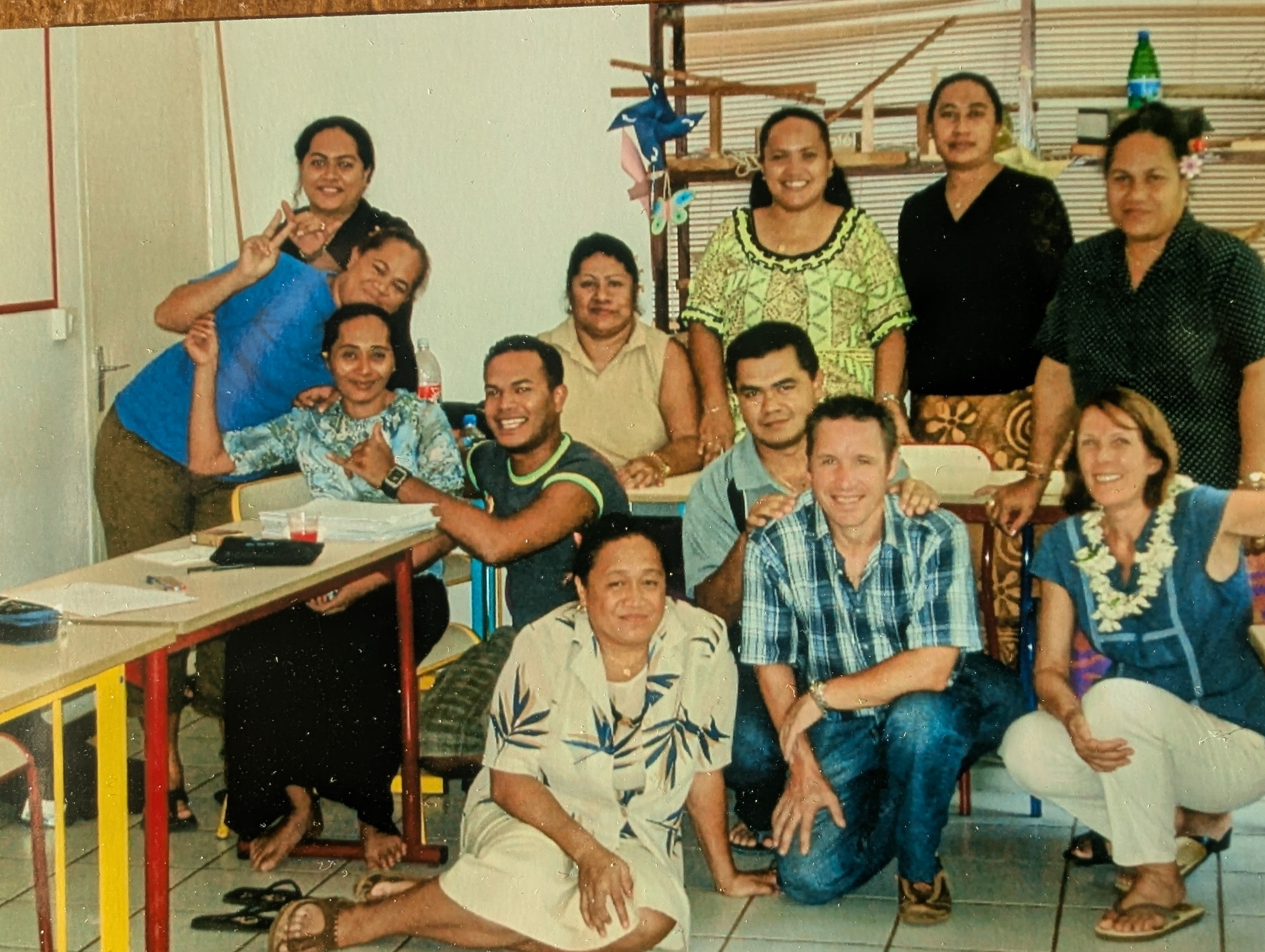
Au travail !

Son travail de terrain auprès de différentes communautés kanak pour étudier leurs langues la conduit à soutenir l'indépendance de la Nouvelle-Calédonie. Elle s'est impliquée dans la sauvegarde des langues en danger et pour promouvoir l'enseignement des langues kanak, notamment à travers les écoles populaires kanak. Elle a également collaboré avec l'association Sorosoro pour enregistrer des locuteurs et des locutrices de plusieurs langues kanak en 2011. 
En 2018, Claire Moyse-Faurie participe à la création de l'Académie des langues wallisienne et futunienne.
Plusieurs archives audio de récits collectés sur le terrain par Claire Moyse-Faurie sont accessibles en ligne au sein de la Collection Pangloss. 

## Décoration
- Chevalier de l'ordre national du Mérite (nommée le 15 mai 2025)[19].

## Publications majeures
- Pelelina Fakataulavelua, Claire Moyse-Faurie, Mikaele Tui et Thierry Murcia, Dictionnaire pratique Français-Wallisien, Mata Utu, Aix-en-Provence, 2017, 99 p. (lire en ligne [PDF]).
- Claire Moyse-Faurie, Te lea faka'uvea, le wallisien, Peeters, 2016 (ISBN 978-90-429-3376-7, lire en ligne)
- Claire Moyse-Faurie et Gilbert Lazard, Linguistique typologique, Paris, Le Septentrion, coll. « Sens et structures », 2005, 324 p..
- Claire Moyse-Faurie, Grammaire du futunien, Nouméa, Centre de Documentation Pédagogique, coll. « Université », 1997, 240 p..
- Claire Moyse-Faurie, Le Xârâcùù, langue de Thio-Canala (Nouvelle-Calédonie). Éléments de syntaxe, Paris, Peeters-Selaf, coll. « Langues et cultures du Pacifique », 1995, 256 p..
- Claire Moyse-Faurie, Dictionnaire futunien-français, avec index français-futunien, Peeters-SELAF, coll. « Langues et cultures du Pacifique », 1993 (ISBN 9782877230704, lire en ligne)
- Claire Moyse-Faurie, Le Drehu, langue de Lifou (Iles Loyauté). Phonologie, morphologie, syntaxe, Paris, Société d'études linguistiques et anthropologiques de France, 1983, 212 p.